# Kaarlo Juho Ståhlberg
Pour les articles homonymes, voir Ståhlberg.
Kaarlo Juho Ståhlberg (/ˈstoːl.bærj/), né le 28 janvier 1865 à Suomussalmi et mort le 22 septembre 1952 à Helsinki, est un homme d'État finlandais, membre du Parti libéral. Il est le premier président de la République, de 1919 à 1925.

## Biographie

### Jeunesse
Kaarlo Juho Ståhlberg est né à Suomussalmi, dans le nord-est de la Finlande. Il est le deuxième enfant de Johan Gabriel Ståhlberg, un pasteur assistant, et d'Amanda Gustafa Castrén. Des deux côtés de sa famille, ses ancêtres masculins sont des membres du clergé luthérien. Il est baptisé sous le nom de Carl Johan, mais au cours de sa scolarité, il finnise son nom en Kaarlo Juho, comme l'ont fait beaucoup de fennomanes.
Le père de Ståhlberg meurt lorsqu'il est encore enfant, laissant sa famille dans une situation financière difficile. Ils déménagent alors à Oulu, où il va à l'école tandis que sa mère travaille pour nourrir la famille. La famille Ståhlberg a toujours parlé et soutenu la langue finnoise et il est inscrit au lycée privé d'Oulu, où il excelle. En 1889, il reçoit une licence en droit à l'université d'Helsinki.

### Carrière professionnelle et politique
Ståhlberg commence rapidement une longue carrière de présentateur et de planificateur de la législation du Sénat, alors que la Finlande est encore un grand-duché sous domination russe.
Il est constitutionnaliste, c'est-à-dire qu'il est favorable à l'existence d'une cadre constitutionnel finlandais et de lois résistants à la tentative de russification de la Finlande.
Il est militant actif de l'organisation secrète Kagaali qui s'oppose à la russification de la Finlande.
Il soutient également le suffrage féminin et adopte une ligne modérée à propos de la prohibition.
Il travaille comme secrétaire d'une commission de la Diète de Finlande, avant d'être nommé professeur assistant de droit et économie administratifs à l'université d'Helsinki en 1894. C'est à ce moment que son engagement politique commence, puisqu'il devient membre du Parti jeune finnois.
En 1893, il épouse Hedvig Irene Wåhlberg, avec qui il a six enfants.
En 1898, il est nommé secrétaire du sous-département aux affaires civiles du Sénat. Il s'agit de la deuxième position la plus haute dans le gouvernement finlandais. Ironiquement, cette nomination est approuvée par le nouveau gouverneur général de Finlande, Nikolai Bobrikov, dont le mandat marque le début de la période de russification et dont les politiques représentent tout ce à quoi le constitutionnaliste Ståhlberg est opposé.
En 1901, Ståhlberg est élu au conseil de la ville d'Helsinki, où il reste jusqu'en 1903. En 1902, il est licencié de son poste de secrétaire, en raison de ses vues strictement légalistes et de son opposition à la législation sur le service militaire obligatoire.
Il participe à la Diète de Finlande en 1904 et 1905 comme membre des États des Bourgeois. En 1905, il est nommé sénateur au Sénat nouvellement formé par Leo Mechelin, avec la responsabilité du commerce et de l'industrie. Il joue également un rôle dans l'élaboration de la loi qui va donner naissance au Parlement. Il démissionne en 1907 à la suite du rejet par les députés d'une loi sur la prohibition de l'alcool.
L'année suivante, il reprend sa carrière académique et est nommé Professeur de droit administratif à l'université d'Helsinki, poste qu'il conserve jusqu'en 1918. Durant ce mandat, il écrit son œuvre la plus influente, Le droit administratif finlandais, en deux volumes. Il reste également actif en politique et est élu au comité central du Parti jeune finnois. Il est également membre à plusieurs reprises du Parlement (1908-1910, 1913-1914, 1917-1918). Il en est le président en 1914.
Après la révolution de Février 1917, Ståhlberg est soutenu par une majorité des non-socialistes comme candidat au poste de vice-président du département de l'Économie du Sénat. Cependant, il refuse d'être élu sans le soutien des sociaux-démocrates. Le social-démocrate Oskari Tokoi est élu à sa place et Ståhlberg devient président du Conseil constitutionnel. Cet organe a été créé dans le but de prévoir une nouvelle forme de gouvernement pour la Finlande à la lumière des évènements entourant la révolution de Février et l'abdication de Nicolas II.
La forme de gouvernement approuvée par le Conseil est largement basée sur ce que prévoyait la Constitution suédoise de 1772 pour la Finlande. Le gouvernement provisoire russe refuse cette proposition qui est ensuite oubliée pour un moment en raison de la confusion et de l'urgence de la situation après la révolution d'Octobre et la déclaration d'indépendance de la Finlande.

### L'architecte de la Constitution finlandaise
Après l'indépendance de la Finlande en décembre 1917, le Conseil constitutionnel esquisse une nouvelle proposition pour la forme de gouvernement d'une république indépendante de Finlande. En tant que président du Conseil, Ståhlberg est impliqué dans ces travaux durant l'année 1918. La guerre civile et le débat entre républicains et monarchistes ont alors pesé sur la future Constitution.
Ståhlberg était en faveur de l'idée d'une république, et non pas d'une monarchie constitutionnelle comme beaucoup le souhaitaient. Le Parlement, dans lequel il ne siège plus à la suite de sa nomination à la tête de la Cour suprême administrative, élit le prince Frédéric-Charles de Hesse-Cassel roi de Finlande le 9 octobre 1918. Ce dernier, beau-frère de l'empereur Guillaume II, doit abdiquer le 14 décembre suivant ; après la défaite de l'Allemagne, les Alliés n'auraient en effet jamais accepté qu'un membre de la famille du Kaiser monte sur le trône de Finlande.
Les Finlandais renoncent alors à la monarchie et l'option de la république s'impose. Ståhlberg lutte pour une élection directe du chef de l'État au suffrage universel, mais le Conseil d'État choisit le système du collège électoral. Le premier président de la République devra toutefois être élu par le Parlement.

### Le premier président de la république de Finlande
Ståhlberg devient candidat à la présidence de la République avec le soutien du Parti progressiste national, qui deviendra le Parti libéral, et de la Ligue agrarienne, qui est aujourd'hui le Parti du centre. Il est élu par le Parlement le 25 juillet 1919, battant Carl Gustaf Mannerheim, le candidat du Parti de la Coalition nationale et du Parti populaire suédois. Il l'emporte par 143 voix contre 50.
En qualité de président de la République, Ståhlberg se comporte de manière très formelle et, en raison de sa timidité, écrit l'ensemble de ses interventions publiques à l'avance. Il n'apprécie guère les rencontres officielles et il semblerait que cela ne soit pas seulement pour des raisons de politique étrangère qu'il refuse d'accomplir une visite d'État en Suède.
Il doit également créer un certain nombre de précédents, tant au niveau de la présidence que du Parlement, et doit également inventer la manière dont le chef de l'État doit se comporter. Il doit également nommer et approuver de nombreux gouvernements de courte durée.
En politique extérieure, Ståhlberg est très réservé vis-à-vis de la Suède, prudent avec l'Allemagne et ne parvient pas à établir des relations plus proches avec la Pologne, le Royaume-Uni et la France. Il doit également résoudre les problèmes de la Crise d'Åland.
En 1925, il ne cherche pas à se faire réélire à l'issue de son mandat, pensant notamment que la droite dure monarchiste acceptera plus facilement la république s'il se retire.

### Après la présidence
Après avoir quitté la présidence de la République, il refuse le poste de chancelier de l'université d'Helsinki qu'on lui propose, mais accepte de devenir membre de la commission de rédaction des lois du gouvernement. Il est également membre du Parlement pour le compte du Parti libéral entre 1930 et 1932, combattant les initiatives anti-parlementaires de l'extrême-droite.
En 1930, lui et sa femme sont enlevés par le groupuscule d'extrême droite Lapuan Liike, qui souhaite les envoyer en Union soviétique, mais l'incident ne fait que renforcer la scission de ce mouvement, et ils sont rapidement relâchés.
En 1931, Ståhlberg est à nouveau candidat à la présidence de la République, terminant à seulement deux voix du vainqueur Pehr Evind Svinhufvud lors du troisième tour du scrutin. Il est candidat une dernière fois en 1937 et n'arrive qu'en troisième position.
En 1946, Ståhlberg prend sa retraite et devient conseiller législatif du président Juho Kusti Paasikivi. Il meurt en 1952 et est enterré à Helsinki.

## Sources
- (en) Cet article est partiellement ou en totalité issu de l’article de Wikipédia en anglais intitulé « Kaarlo Juho Ståhlberg » (voir la liste des auteurs).